# Psettodes
Psettodes is een geslacht van straalvinnige vissen uit de familie van grootbekbotten (Psettodidae). Het geslacht is voor het eerst wetenschappelijk beschreven in 1831 door Bennett.

## Soorten
- Psettodes belcheri Bennett, 1831
- Psettodes bennettii Steindachner, 1870
- Psettodes erumei (Bloch & Schneider, 1801) – Indopacifische heilbot